# Folgosa (Maia)
Folgosa es una freguesia portuguesa del concelho de Maia, con 10,30 km² de superficie y 3.603 habitantes (2001). Su densidad de población es de 349,8 hab/km².